# Río Bemarivo

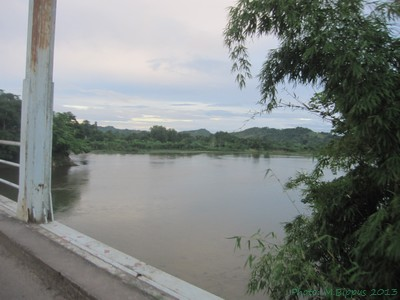
Río Bemarivo

Ríos de Madagascar

El río Bemarivo se encuentra en el norte de Madagascar. Discurre hacia la costa noreste, en el océano Índico. Drena la parte oriental del macizo Tsaratanana y la mitad norte del Parque nacional de Marojejy.
Está atravesado por la 5a RN cerca Nosiarina. Su boca se encuentra en el norte de Sambava.
Se encuentra en el extremo norte del territorio conocido como Betsimisaraka. Confusamente, un afluente del río Sofia también se llama el río Bemarivo.